# دیوان‌سالاری سامانیان
دیوان‌سالاری که یکی از دو دستگاه مربوط به امور اداری دولت سامانیان بود به دفاتر و قسمت‌های گوناگونی تقسیم می‌شد که هر کدام عهده‌دار وظایفی بودند. سیستم دیوان‌سالاری به کوشش ابوعبدالله جیهانی، وزیر نصر سامانی و ترکیب الگوی ساسانی و دستگاه دیوانی اسلامی و ویژگی‌های محلی خاوران در ۱۰ بخش تشکیل شد که عبارت‌اند از: دیوان وزارت، خراج، اشراف، رسائل، شرطه، برید، قضا، حسبه، اوقاف، سپاه، مملکه خاصه و آب. دیوان وزارت در رأس این دستگاه اداری قرار داشت که وزیر یا همان (وزیرالوزرا) آن را اداره می‌کرد او مسئولان دیوان‌های مختلف را انتخاب می‌کرد و بر کار آن‌ها نظارت داشت. دولت‌های غزنویان و سلجوقیان از این دستگاه اداری در حکومت خود استفاده کردند.

## دیوان‌سالاری در عصر سامانی
امور اداری دولت سامانیان به دو دستگاه مجزا تقسیم می‌گشت: یکی دربار یا درگاه که ریاست آن با حاجب بزرگ بود، و دیگر دیوان که شامل دفاتر و دستگاه‌های متعدد می‌شد و هریک عهده‌دار محاسباتی خاص بود. نظام و تشکیلات آغازین دیوان‌سالاری سامانیان بیشتر مدیون و مرهون کوشش‌های ابوعبدالله محمد بن احمد جیهانی، یا جیهانی‌کبیر، وزیر دانا و کاردان امیر نصر بن احمد بوده‌است. تشکیلات اداری دولت بخارا‌ آمیزه‌ای بود از الگوی ساسانی، ویژگی‌های محلی خاوران، و دستگاه دیوانی خلافت اسلامی بغداد خود منشأیی برای دولت‌های دیگر، یعنی غزنویان و سلجوقیان شد.

## دیوان‌ها
به نوشته نرشخی در تاریخ بخارا، امیر نصر سامانی در میدان ریگستان بخارا، درگاه‌هایی برای کارگزاران خود بنا کرد. (چنان‌که هر عاملی را علی حِده دیوانی بود اندر سرای خویش بر در سرای سلطان). نرشخی از ده دیوان یاد کرده‌است: دیوان وزیر، دیوان مستوفی، دیوان عمیدالملک، دیوان شرط، دیوان صاحب برید، دیوان شرف، دیوان مملکه خاص، دیوان محتسب، دیوان اوقاف و دیوان قضا. دو دیوان دیگر هم بنام‌های دیوان سپاه و دیوان آب وجود دارد.

## دیوان وزارت
مهمترین دیوان، دیوان وزارت یا دَست‌ود که در راًس دیگر دستگاه‌های دولتی قرار داشت و متولیان دیگر دیوان‌ها زیر نظر وزیر انجام وظیفه می‌کردند. این دیوان را (وزارت کبری) و عنوان آن را وزیرالوزرا یا صدرالوزرا یا به اختصار، صدر می‌خواندند. عنوان احترام‌آمیز وزیر، شیخ یا شیخ العمید یا شیخ الجلیل بود.
از حدود اختیارات و نحوه ارتباط وزیر با دیگر دستگاه‌های اداری آگاهی چندانی نداریم، اما از دخالت او در تعیین مسؤلان برید و قضا، نظارت بر خزانه و خراج و ترتیب مقررات مالی، رسیدگی به کار لشکریان و پرداخت مواجب آنان، و در دوره‌هایی؛ عزل و نصب سپهسالاران خراسان، گزارش‌هایی در دست است.
وزیر از میان افرادی کاردان که سابقه کار دیوانی و دبیری داشتند،انتخاب می‌گشتند. وزرای سامانیان و حکومت‌های محلی آنان، اغلب افرادی عالم و ادیب و دانشمند بودند.

## دیوان خراج
سررشته امور مالی در دولت سامانیان به دست دیوان خراج (دارالخراج) بود. این دیوان مدت‌ها پیش از دولت سامانی در مسجد کهندز (حصار)، که فرسوده و بلااستفاده مانده بود قرار داشت. بعدها در مرو نیز دیوان‌های خراج و شرطه در مسجد بود. نصر بن احمد در کنار دیگر دیوان‌سراهای بخارا، محلی برای دیوان خراج در میدان ریگستان در جنبه کاخ خویش احداث کرد که تاریخ نرشخی از آن با عنوان دیوان مستوفی یاد کرده‌است. استیفا در لغت به معنی تمام گرفتن و طلب تمام کردن است و در اصطلاح عبارت است از جمع‌آوری خراج، حسابرسی و حسابداری امور مالی و دخل و خرج و تنظیم دفترهای مربوط به آن در یک ولایت یا همه مملکت. ریاست دیوان استیفا را مستوفی به عهده داشت، بعد از دیوان وزارت، بزرگترین و مهم‌ترین دیوان‌ها به‌شمار می‌رفته‌است. به نظر می‌آید نام دیوان مستوفی در متن نرشخی متأثر از دوره بعد از سامانیان باشد. چه خوارزمی، در کتاب خود مفاتیح العلوم که به نام ابوالحسین عتبی وزیر نوح بن منصور به تحریر آورده، از آن به عنوان دیوان خراج یاد کرده‌است. ریاست دیوان خراج با صاحب الدیوان بود صاحب‌الدیوان یا مقام صحابةالدیوان عنوان مطلقی است گویا از این دوره تداول یافته‌است. در شهرها و توابع، کارگزارانی به نام (بُندار) وظیفه جمع‌آوری خراج و انواع مالیات، را زیر نظر بندار بزرگ، مستقر در مرکز استان (کوره) به عهده داشتند. متولی خراج در هر کوره بخشی از اموال خراج را برای پرداخت مقرری سپاه و هزینه‌های جاری کسر می‌کرد و باقی‌مانده را به دیوان مرکزی در پایتخت می‌فرستاد. از علومی که در دیوان خراج استفاده می‌کردند، علم حساب (شمار) بود و دبیرانی که حساب می‌دانستند، به حاسب معروف بودند. در خزانه امیر فردی امین به نام خازن ریاست داشت. از درآمدهای عمده دیوان خراج، مالیات ارضی بود که از کشاورزان و زمینداران گرفته می‌شد. دیگر منابع مالی دولت سامانیان از این قرار بود: تجارت برده، عوارض راهداری، خمس غنائم، مال المصالحه، مصادره، اتاوه و مالیات بر ارث.

## دیوان اِشراف
اِشراف در لغت به معنی بالابر آمدن و از بالا به زیر نگریستن است و در اصطلاح، به معنی بازرسی در امور دیوانی، به ویژه در امر استیفا و امور مالی بوده‌است. مرکز دیوان اشراف در میدان ریگستان بخارا بود. متصدی‌این دیوان را (مُشرِف) و (مشرف مملکت) می‌نامیدند. او در هر ولایتی نایبی داشت که کارهای مربوط به دیوان اشراف را انجام می‌داد. متأسفانه از وضع‌این دیوان در زمان سامانیان آگاهی چندانی نداریم.

## دیوان رسائل
دیوان رسائل که بعدها دیوان انشاء خوانده شد، از مهم‌ترین دیوان‌ها بود که وظیفه آن انشای فرمان‌های حکومتی، مکاتبات اداری، و نامه‌های رسمی (سلطانیات) بود که از سوی امیر به خلیفه، حکومت‌های محلی نوشته می‌شد و ثبت آن‌ها را به عهده داشت. از این رو؛ از دیوان رسائل با عنوان دیوان اسرار و از متولی آن با نام کاتب‌السِّر یاد می‌شد. نرشخی نیز از آن با نام دیوان عمیدالملک یاد کرده‌است. دبیران دیوانه رسائل به جز اصطلاحات خاص خویش، می‌بایست با اصطلاحات رایج در دیگر دیوان‌ها آشنایی داشته باشند. در دیوان رسائل نامه‌ها با تمام جزئیات نسخه‌برداری و نامه‌های وارده و صادره زیرنویسی می‌شد. همچنین نامه‌هایی که برای مهر و امضا فرستاده می‌شد، در صورتی که (اَسکُدار) نام داشت، ثبت می‌گردید.

## دیوان شُرطه
شُرطَه به معنی علامت، و جمع آن شُرَط است. شرطیان گروهی برگزیده از سپاهیان امیر بودند که با علائمی مانند پرچم‌های سیاه شناخته می‌شدند و رئیس آن‌ها شرط می‌گفتند. شرطه در دوره سامانیان و در حوزه خلفای عباسی به منزله نیروهای انتظامی و پلیس امروز بود و وظیفه حفظ نظم و امن شهرها، و اجرای احکام جرائم و جنایات را در مرحله رسیدگی ابتدایی، و سپس اجرای کیفرهای شرعی پس از بررسی‌های کامل را بر عهده داشت. از این رو با دیوان قضا همکاری داشت و قضات را یاری می‌داد. در دستگاه خلافت عباسیان اهمیت شورت به درجهای بود که منصور آن را یکی از عناصر چهارگانه خلافت شمرده‌است تازه‌ها را از تجاوز اقویا در امان نگه دارد. در مشرق اسلامی، از جمله در قلمرو سامانیان صاحب یا والی معاون و احداث نیز به معنی صاحب شرط (رئیس پلیس) بود.

## دیوان بَرید
بَرید سازمان ارتباطات و خبررسانی دولتی بود که وظیفه جمع‌آوری و گزارش اطلاعات و همچنین حراست از امنیت دولت را بر عهده داشت. در هر استان مأمور برید مستقر بود. در هر یک از نواحی خراسان و ماوراءالنهر یک مأمور وجود داشت. فاصله دو منزل برید از یکدیگر دو فرسخ بود. برخی کاتبان و شاعران و محدثان شغل برید را عهده‌دار شدند. آنان موظف بودند اخبار را بی کم و کاست به مرکز گزارش کنند ابوالحسن سیمجور با بهره‌گیری از مأموران اطلاعاتی توانست دیر زمانی در سمت سپهسالاری خراسان باقی بماند. در بازارها و محله‌ها و مجالس و خانه‌های بزرگان و سرداران و یاران خویش در نیشابور و دیگر شهرهای خراسان جاسوسانی با مواجب معین داشت. در اوایل دوره سامانی برخی محدثان توانستند کار برید را برعهده بگیرند. خلف بن شاهد نسفی جامعه بخاری را برای سمرقندیان تدریس می‌کرد در ۳۰۲ قمری متصدی برید این شهر بود.

## دیوان قضا
در مرکز هر استان فقیهی منصب قضا داشت و در شهرها و توابع نیز قاضیانی زیر نظر او کار می‌کردند. تعیین قضات در رسیدگی به کار نهادهای دادرسی در کوره‌ها بر عهده دیوان قضای مستقر در پایتخت بود که قاضی القضات بر آن ریاست داشت. قاضی القضات بخارا و نیشابور را امیر یا وزیر انتخاب می‌کرد. قاضی وظیفه فصل منازعات و خصومات و استیفای حقوق از بازدارنده و رساندن حق به صاحب آن را به عهده داشت و به همه مرافعات و مسائل حقوقی رسیدگی می‌کرد. البته رسیدگی به جنایات در حیطه وظایف صاحب شرطه بود. در دوره‌های نخست و پیش از استقرار دولت سامانی تعیین قاضی همچون دیگر کارگزاران دولتی چون والی و عامل از اختیارات خلیفه بود و قاضی از وی حکم دریافت می‌کرد بعد از تعیین قاضی از شئون امارت بود و امیر سامانی یا عالی‌ترین معمول دیوان سالاری یعنی وزیر مرجع تصمیم‌گیری در این دوره بودند. رسیدگی به مشکلات سیاسی وظیفه والی مظالم بود کار مظالم علاوه بر انصاف قضا مستلزم قدرت و نفوذ اجرایی نیز بود؛ از این رو امیر یا قاضی آن را به عهده می‌گرفت. در بخارا و نیشابور به جز مجالس دادرسی، هفته‌ای دو بار مجلس مظالم برپا می‌شد. این آیین که مقدسی آن را در جهان اسلام بی‌مانند دانسته در زمان غزنویان و سلجوقیان ادامه یافت. در کشور سامانیان مذهب فقهی حنفی آن اکثریت داشت برخی ولایات هم از مذهب شافعی پیروی می‌کردند از اینرو قضات منحصراً از میان این دو گروه انتخاب می‌شدند.

## دیوان حِسبه
حسبه از دیدگاه فقهی، وظیفه‌ای دینی بود که متصدی آن، که اصطلاحاً محتسب نامیده می‌شد، در زمینه امر به معروف و نهی از منکر بر کار اصناف و بازاریان نظارت می‌کرد. محتسب در واقع مأموریتی دینی و اجتماعی و اقتصادی را عهده‌دار بود و از این رو می‌بایست به فقه و قضا آشنا و به عدالت معروف باشد. متأسفانه دربارهٔ چندی و چونی کار این دیوان در زمان سامانیان آگاهی چندانی نداریم. هرچند نرشخی از تأسیس دیوان محتسب بخارا توسط نصر بن احمد آگاهی داده اما متأسفانه اطلاعات درخوری دربارهٔ این دیوان موجود نیست در منابع از برخی محتسبان این دوره یاد شده‌است: از آن جمله محمد بن عبدالرحمان انصاری نشابوری است که ظاهراً در سده سوم قمری می‌زیسته‌است، دیگری ابوعبدالله محمد بن حسن بن یحیی بن اشعث وردانی محتسب است که به یکی از قرای بخارا منسوب و راوی حدیث بود.

## دیوان اوقاف
وقف در اصطلاح فقهی عبارت است از نگه داشتن مال و رها و جاری کردن منفعت آن برای مقاصد معین است. بدین ترتیب که اصل مال را با قرار و شرایط مخصوص از خرید و فروش و دیگر معاملات انتقالی متوقف می‌سازند تا از منافع آن برای مصالح همه یا طبقه خاصی بهره‌برداری شود. در زمان سامانیان سنت دینی وقف رواج داشت و امیران و دولتمردان و مردم این نیکوکار اموال و املاک وقف مصالح عمومی مانند مساجد مدارس بیمارستانها کتابخانه‌ها رودها پل‌ها یا اشخاص و خاندان‌ها و گروه‌های خاص می‌کردند. امیراسماعیل بن احمد، املاکی را خرید و بر رباط‌ها و علویان و فقرا و ورثه و موالیان خویش و مسجد جامع وقف کرد. ابوسعد خرگوشی فقیه و زاهده شافعی در نشابور بیمارستانی ساخت و بر آن وقف بسیار کرد. موقوفه‌هایی را که در بسیاری از مناطق کشور برپا شده بود دیوان اوقاف در بخارا اداره می‌کرد.

## دیوان سپاه
در دیوان سپاه مرجع تمام امور دفتری بود، که (جریده سَوداء) نام داشت و در آن، عده افراد هر فرمانده در سال و مشخصات آنان ثبت می‌گردید. یکی از زیر مجموعه‌های مهم در تشکیلات دیوان سپاه، (دیوان عَرض) بود که متصدی آن را عارض می‌خواندند. وی نام سپاهیان را در ضمن حقوق بگیران ثبت می‌کرد و مواجب و عطایا و احیاناً اقطاعاتی را که به آنان واگذار می‌شود، تعیین و پرداخت می‌کرد. عارض همچنین سیاهه‌ای از خصوصیات سلاح‌ها و اسب‌های سپاهیان تهیه می‌کرد. سپهسالار خراسان که در نیشابور می‌نشست، فرمانده کل اردوی سامانی عالی‌ترین مقام نظامی دولت بخارا بود و امیران بزرگ و نام‌آور به این سمت منصوب می‌شدند. در سمرقند، پایگاه مهم غازیان و شهر پر رونق تجاری، نیز لشکریان سامانی به فرماندهی سپهسالار مستقر بودند. عنصر اصلی سپاه سامانیان، غلامان ترک بودند. گروهی از سپاهیان و فرماندهان آموزش دیده نیز خاستگاه خراسانی داشتند و به گفته ابن حوقل، از خاندان‌های اصیل و کهن ایرانی، یعنی آزادگان و دهقانان بودند. بعداً نیز دسته‌هایی از گیل و دیلم و کرد و عرب به لشکریان سامانی پیوستند. سربازان داوطلب را مطوعه می‌خواندند و آنان که با کافران می‌جنگیدند، عنوان افتخارآمیز غازی داشتند.

## دیوان مملکه خاصه
املاک اختصاصی امیران سامانی را نهادی به نام دیوان مملکه خاصه یا دیوان ضیاع اداره می‌کرد. چنان‌که امیر اسماعیل و امیران پس از او در جوی مولیان، کاخ‌ها و کوشک‌ها و بوستان‌ها ساختند. به جز این بعضی روستاها و نواحی جزو املاک سلطنتی شد و از پرداخت مالیات معاف گردید.

## دیوان آب
رود بزرگ مُرغاب یا (مروین) در شمال غربی افغانستان و جنوب شرقی ترکمنستان منبع اصلی کشاورزی این منطقه بود. در مسیر پایینی این رود، شهر مرو، محل تشکیلات دیوان قرار داشت. در آنجا مقدار آب مصرفی هر مالک و اخراج او، که بر مبنای مقدار آب مصرف شده بود، ثبت می‌گردید. سد مرو در شش فرسخی شهر قرار داشت به ده هزار نگهبان تحت امر میرآب یا میررود (امیرالماء) از آن محافظت می‌کردند. میررود گزارش‌های اندازه‌گیری آب را سریعاً به دیوان آب می‌فرستاد و از آنجا پیک‌ها، گزارش را به تمام متصدیان شاخه‌های رودخانه می‌رساندند تا آب را برابر اندازه داده شده بخش‌بندی کنند.